# Weserstein

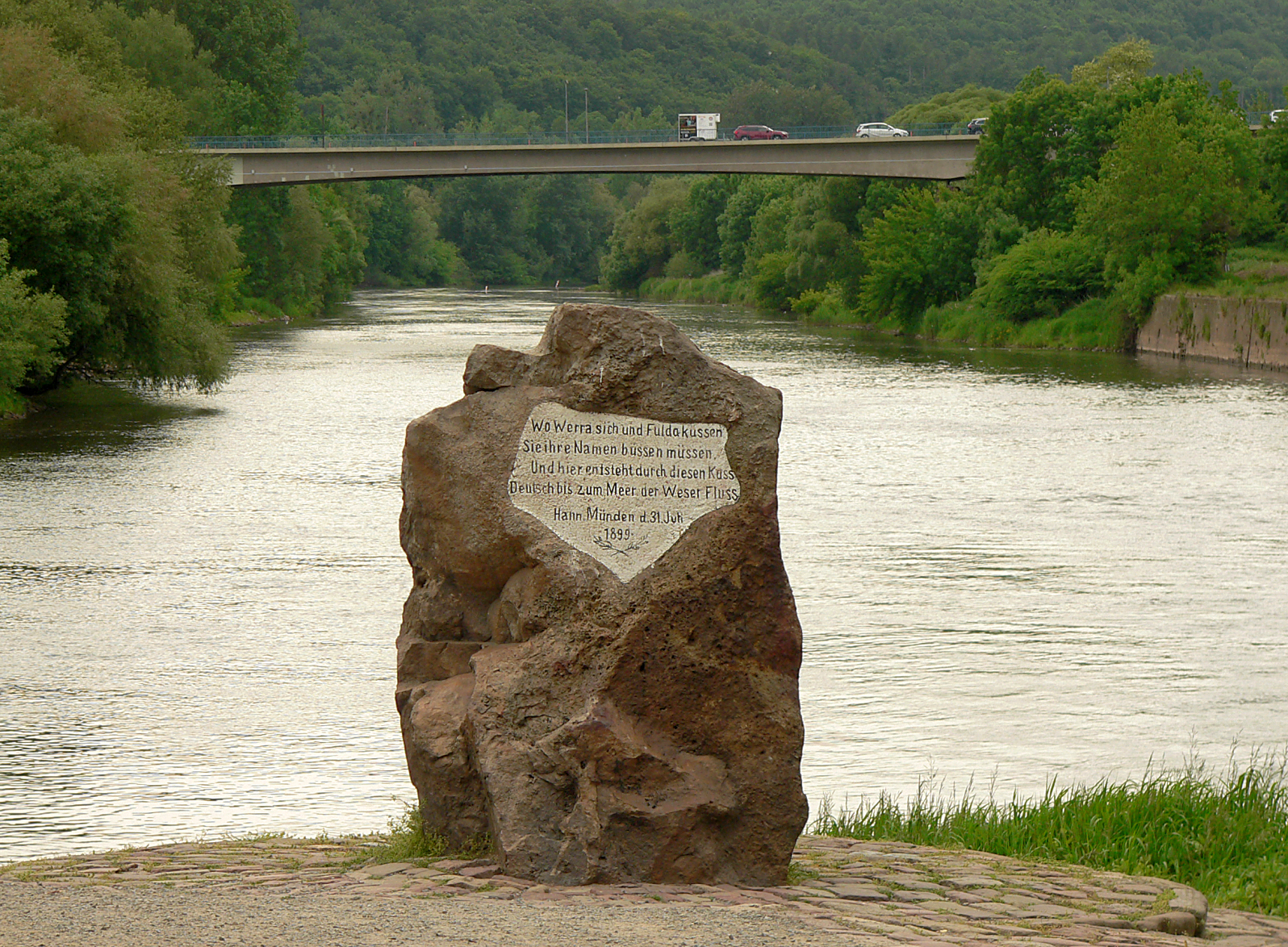
Alter Weserstein von 1899 und Weserbrücke

Mit Weserstein oder Wesersteine werden drei Gedenksteine bezeichnet, die sich im südniedersächsischen Landkreis Göttingen (Deutschland) und im nordniedersächsischen Landkreis Wesermarsch befinden. In Hann. Münden an dem auf 116,5 m ü. NHN gelegenen Zusammenfluss von Werra und Fulda stehen zwei dieser Steine (siehe Alter Weserstein und Neuer Weserstein), ein weiterer Gedenkstein (Blexer Weserstein) steht im Nordenhamer Stadtteil Blexen am Beginn des Mündungstrichters (Ästuar) der Weser in die Nordsee.

## Lage
Die Gedenksteine in Hann. Münden befinden sich an dem Weserspitze genannten Nordende des Tanzwerders, einer zweiteiligen und überwiegend in der Fulda gelegenen Flussinsel.
Jenseits des Weserursprungs steht hoch über dem gegenüber liegenden Flussufer auf dem Hang des Questenbergs die Weserliedanlage. Am Weserstein startet der Weitwanderweg Weserberglandweg.
Der Blexer Weserstein liegt nördlich des Siedlungsgebietes von Blexen in der Nähe des Flugplatzes Blexen.

## Alter Weserstein
Der (alte) Weserstein ist ein am 2. September 1899 eingeweihter Gedenkstein, der auf den Beginn der Weser hinweist. Das damals symbolträchtige Datum des Sedanstags passt zur patriotischen vierten Zeile der Inschrift:
Wo Werra sich und Fulda küssen

Sie ihre Namen büssen müssen,

Und hier entsteht durch diesen Kuss

Deutsch bis zum Meer der Weser Fluss.

Hann. Münden, d. 31. Juli 1899
Der Stein (einheimischer Tertiär-Süßwasserquarzit) wurde vom damaligen Mündener Industriellen Carl Natermann senior (siehe hierzu Haendler & Natermann) gestiftet, dessen Sohn Carl Natermann junior die Inschrift verfasste. Der etwa 70 Zentner schwere Stein stammt aus dem Kaufunger Wald aus der Nähe des Wildgeheges Rinderstall. Eine 1879 vom örtlichen Verschönerungsverein neben dem Weserstein gepflanzte Kastanie wurde durch einen am 12./13. Oktober 2024 herrschenden Sturm so stark beschädigt, dass der inzwischen 145-jährige Baum gefällt werden musste.

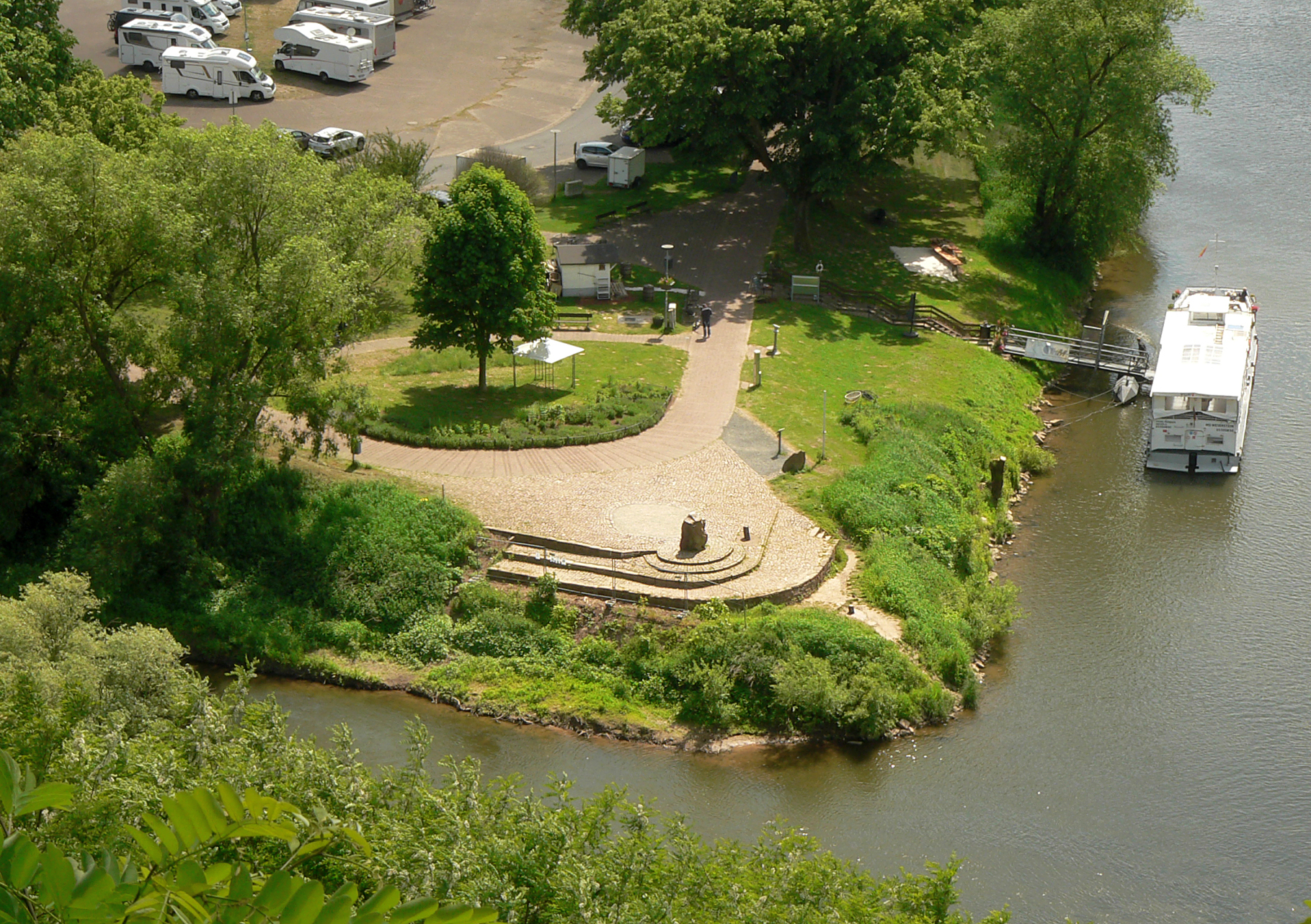
Blick auf den Weserstein von oben, 2025
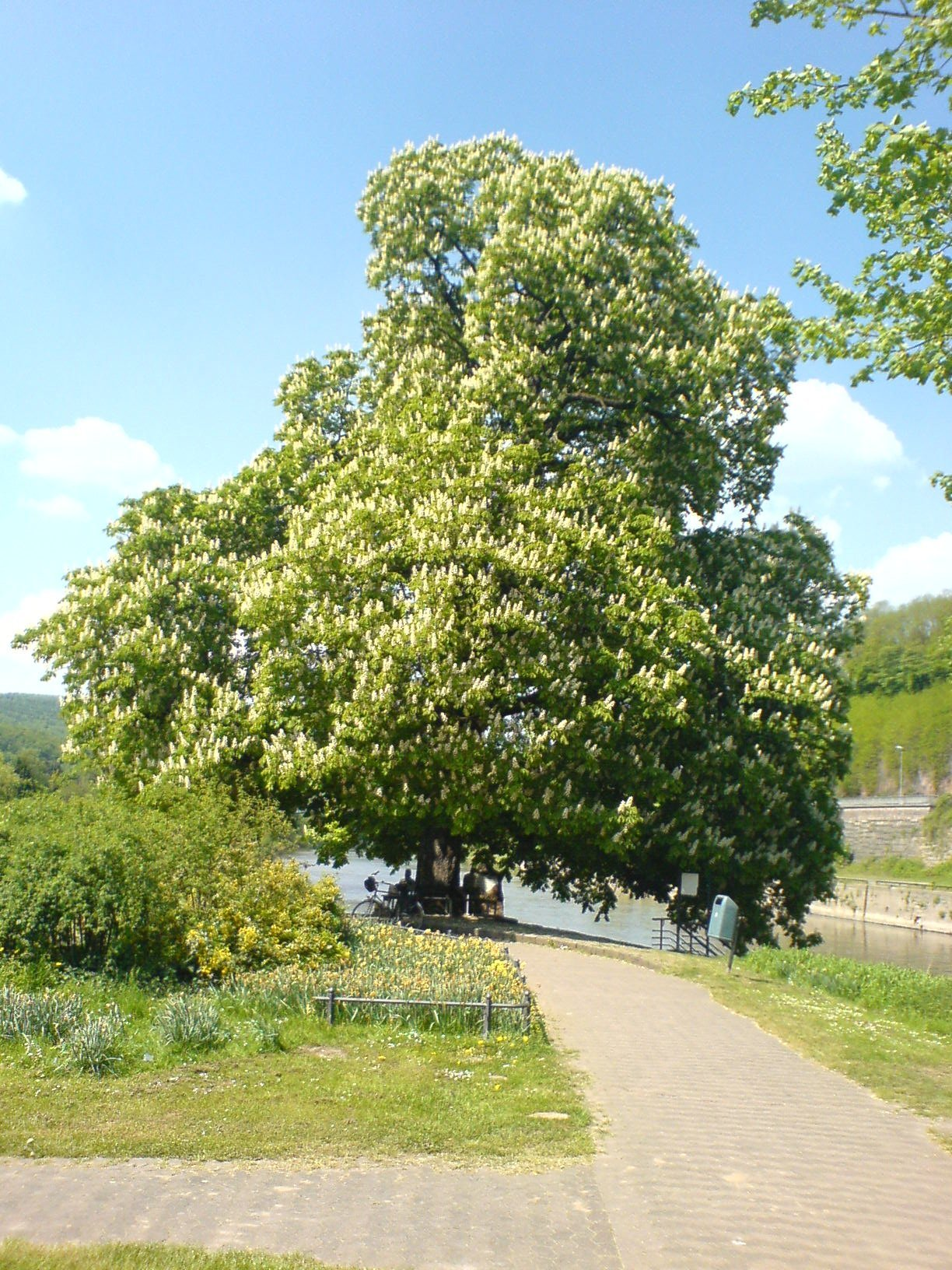
Die 2024 gefällte Kastanie über dem Weserstein

## Neuer Weserstein
Wenige Meter neben dem (alten) Weserstein wurde 2000, in Zusammenhang mit der EXPO 2000, der (neue) Weserstein als zeitgenössisches Pendant aufgestellt. Die Inschrift verfasste Nedko Solakov, ein aus Bulgarien stammender Künstler; er fabuliert ironisch humorvoll über Fulda, Werra und Weser:
Der enttäuschte Fluss
Mein lieber Wanderer, bitte schau doch einmal auf die Fulda (zu Deiner Linken).

Wirkt sie nicht irgendwie enttäuscht, sogar unglücklich, wenn man ihr Wasser

so müde fließen sieht? Ja, sie ist es auch und ich sage Dir warum.
Es trug sich zu, daß ihre innig geliebten Buchstaben F,U,L,D und A beim Zusammenschluß mit der WERRA vollkommen vernachlässigt wurden. Wie Du siehst, fehlen diese Buchstaben im neuen Namen des Flusses: WESER. Die arme FULDA durfte lediglich stellvertretend im neuen Wort erscheinen, so wählte sie den Buchstaben S. Dieses S ersetzte eines der beiden R’s der WERRA. Warum das S? Die Kurven im S erinnerten die wehmütigen Buchstaben F,U,L und D an die lieblichen Kurven an der Quelle der FULDA. Dort, wo diese Buchstaben noch quirlige Bäche sind. Die empfindsame FULDA fühlte sich vom Schicksal ungerecht behandelt; hatte sie doch all die Jahrhunderte so hart gearbeitet – scheinbar für nichts und wieder nichts. Um wenigstens ihren seelischen Frieden zu bekommen, fing sie damit an, den Händlern behilflich zu sein. Die Händler mußten schreckliche Stapelrechte und hohe Steuern für Waren und Güter zahlen, die sie in die Stadt Hann. Münden brachten. Übrigens wurden diese fürchterlichen Steuern dafür verwendet, elegante Häuser an den Ufern der Konkurrentin WERRA zu bauen. Deshalb entschloß sich die FULDA, einige Waren über ihre Wasser zu schmuggeln – ein kleiner, aber stiller Akt der Vergeltung.
Die beiden A’s aus FULDA und WERRA waren ebenfalls sehr unzufrieden mit dem Zusammenschluß. Stell Dir das einmal vor! Der erste Buchstabe im Alphabet wird auf eine so brutale Art und Weise übergangen! Jedoch erhielten die A’s eine kleine Entschädigung. Es wurde eine Vereinbarung getroffen und nun erscheinen sie am Anfang im Namen einer schönen deutschen Stadt, irgendwo im Westen …

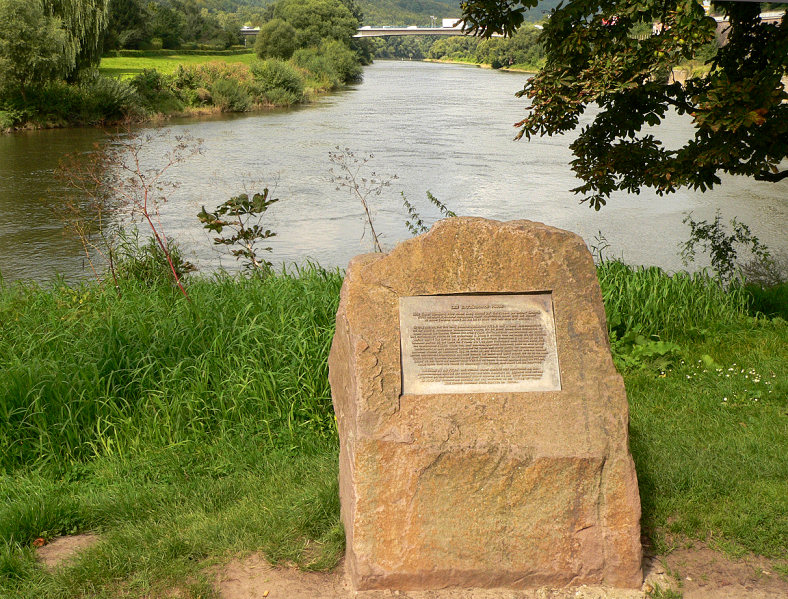
Neuer Weserstein von 2000, Blick auf die Weser
Inschrift (neuer) Weserstein

## Blexer Weserstein

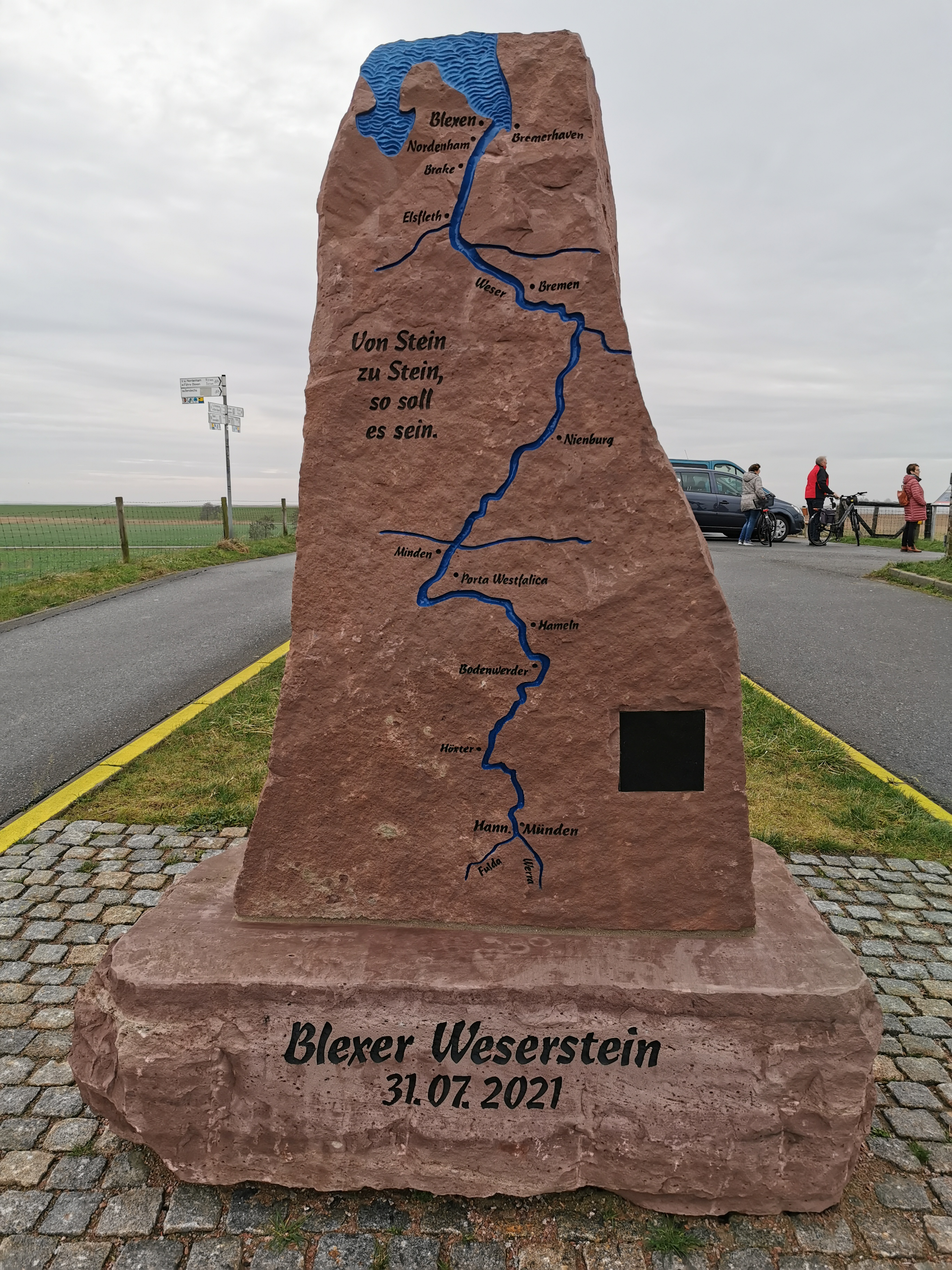
Der Blexer Weserstein von 2021, rechts befindet sich die Weser (nicht im Bild)

Am 31. Juli 2021, genau 122 Jahre, nachdem der (alte) Weserstein in Hann. Münden aufgestellt worden war, wurde in Blexen auf Initiative von Fritz Jacob der Blexer Weserstein eingeweiht. Anwesend waren bei der Zeremonie die Bürgermeister der Städte Nordenham und Hann. Münden wie auch der Bürgermeister der Gemeinde Butjadingen. Vorangegangen war eine in Hann. Münden gestartete Fahrradtour nach Nordenham mit 25 Teilnehmern über 436 km auf dem Weser-Radweg.
Seitdem kennzeichnet der Blexer Weserstein das Ende der Weser. In den Stein eingemeißelt ist ihr Verlauf mit einigen wichtigen Städten, die sich an dem Fluss befinden, sowie das Motto „Von Stein zu Stein, so soll es sein“.  Außerdem befinden sich Name und Datum der Einweihung des Gedenksteins auf dem Sockel.